# Pulst (Gemeinde Liebenfels)
Pulst ist eine Ortschaft in der Gemeinde Liebenfels im Bezirk Sankt Veit an der Glan in Kärnten (Österreich). Die Ortschaft hat 451 Einwohner (Stand 1. Jänner 2024). Sie liegt auf dem Gebiet der Katastralgemeinde Rosenbichl.

## Lage
Die Ortschaft liegt im Südwesten des Bezirks Sankt Veit an der Glan, etwa 6 Kilometer südwestlich der Bezirkshauptstadt Sankt Veit an der Glan, und etwa 1,5 Kilometer nördlich des Gemeindehauptorts Liebenfels.

## Geschichte

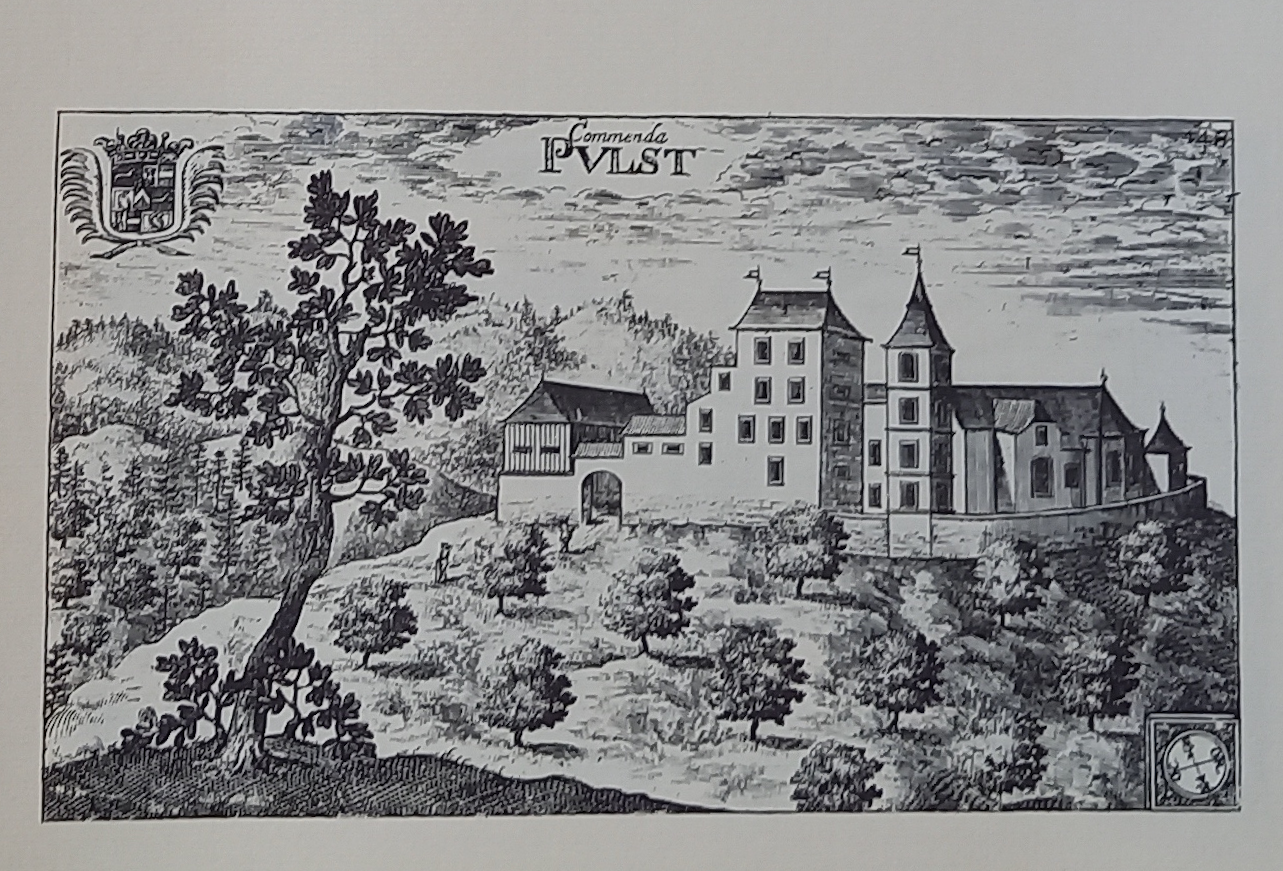
Stich der Malteserkommende Pulst (Valvasor 1688)

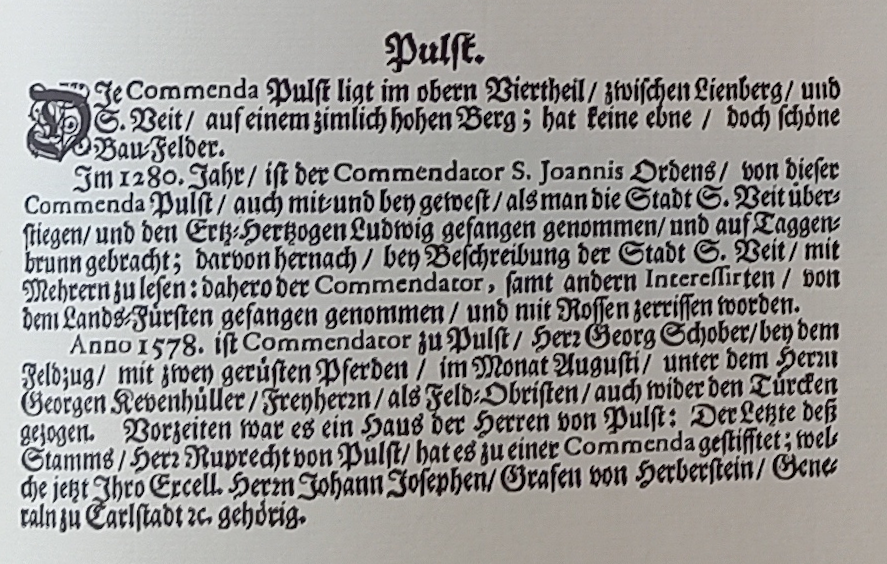
Text zur Malteserkommende Pulst (Valvasor 1688)

Der Ort wurde schon 961 als Bulczisc (von slowenisch polcsisce, = Ort des Volksaufgebots) erwähnt. Im 13. Jahrhundert wurde hier eine Kommende des Malteserordens gegründet. In der Reformationszeit war der Ort stark protestantisch beeinflusst; 1588 gingen von 700 Einwohnern des katholischen Pfarrsprengels nur 130 zur Kommunion. Der Ort erlitt schwere Schäden durch Großbrände 1604 und 1662. Schon 1612 gab es eine Schule im Ort.
Als Teil der Steuergemeinde Rosenbichl gehörte der Ort Pulst in der ersten Hälfte des 19. Jahrhunderts zum Steuerbezirk Rosenbichl. Bei der Schaffung der politischen Gemeinden Mitte des 19. Jahrhunderts kam der Ort zur Gemeinde Feistritz, die 1875 in Gemeinde Pulst umbenannt wurde. Durch eine Gemeindefusion 1958 kam die Ortschaft an die Gemeinde Liebenfels. Obwohl Pulst damals seine Bedeutung als Gemeindehauptort verlor, hat der Ort in den letzten Jahrzehnten durch die Errichtung zahlreicher Einfamilienhäuser eine große flächenmäßige Ausdehnung erfahren und ist einer der wenigen Orte in der Gemeinde mit steigender Einwohnerzahl.

## Bevölkerungsentwicklung
Für die Ortschaft zählte man folgende Einwohnerzahlen:
- 1869: 19 Häuser, 130 Einwohner[3]
- 1880: 19 Häuser, 144 Einwohner[4]
- 1890: 19 Häuser, 119 Einwohner[5]
- 1900: 18 Häuser, 124 Einwohner[6]
- 1910: 20 Häuser, 147 Einwohner[7]
- 1923: 19 Häuser, 137 Einwohner[8]
- 1934: 122 Einwohner[9]
- 1961: 35 Häuser, 216 Einwohner[10]
- 2001: 111 Gebäude (davon 106 mit Hauptwohnsitz) mit 149 Wohnungen; 376 Einwohner und 27 Nebenwohnsitzfälle; 142 Haushalte; 2 Arbeitsstätten, 11 land- und forstwirtschaftliche Betriebe[11]
- 2011: 135 Gebäude, 397 Einwohner, 159 Haushalte, 8 Arbeitsstätten[12]
- 2021: 161 Gebäude, 454 Einwohner, 174 Haushalte, 14 Arbeitsstätten[13]